# Ereleuva
Ereleuva (před 440? – 500,? Italia Annonaria, Byzantská říše) byla matka ostrogótského krále Theodoricha Velikého a konkubína Theodorichova otce krále Theodemira. Historik Thomas Hodgkin poznamenává že označení konkubína není pro pozici, kterou zastávala správné. V mnoha germánských národech byla jistá laxnost k manželským obřadům. Gelasius ji označuje jako reginu (královnu), tím naznačuje, že měla významné sociální postavení i přes neformální spojení s Theodemirem. Kromě syna Theodoricha měla dceru Amalafridu, která se později stala manželkou vandalského krále Thrasamunda. Druhou dcerou byla ostrogótská princezna Argotta
Ereleuva byla katolík. Pokřtěna byla jménem Eusebie. Z ariánství přešla jako dospělá, ale podrobnosti v historických záznamech jsou nejasné. Ke katolicismu je považována za přijatou, jak je uvedeno z její korespondence s papežem Gelasiusem I. a zmínkách o ní ve Chvalozpěvech o Theodemirovi (anglicky Panegyric to Theoderic the Great) biskupa a básníka té doby, Magnuse Ennodiuse.
Její jméno bylo různě hláskováno, ve starověku jako Ereriliva (rukopis kroniky Anonymus Valesianus cca 527) či Erelieva jak ji nazývá Jordanes. Současným historiům je známá jako Ereleuva.